# کتابخانه دانشگاه کوئینزلند
کتابخانه دانشگاه کوئینزلند (انگلیسی: University of Queensland Library) (تأسیس در سال ۱۹۱۰) منابع کتابخانه را در دسترس دانشجویان دانشگاه کوئینزلند در بریزبن قرار می‌دهد. این کتابخانه، از یک کتابخانه دانشگاهی کوچک به کتابخانه تحقیقاتی بزرگ تبدیل شد.